# Manoir de Poillé-sur-Vègre
Le Manoir de Poillé-sur-Vègre est un manoir situé à Poillé-sur-Vègre, dans le département de la Sarthe.

## Historique
Le manoir fait l'objet d'une inscription au titre des monuments historiques depuis le 31 mars 1928.